# Sørup
Sørup is een plaats in de Deense regio Hovedstaden, gemeente Fredensborg en telt 574 inwoners (2007).